# Gheorghe Lixandru (agrochimist)
Gheorghe Lixandru (n. 28 septembrie 1922, Moldoveni, Ialomița) este un agrochimist și profesor universitar român, recunoscut pentru contribuțiile sale în pedologie și agrochimie, în special în zona Moldovei. A publicat peste 200 de lucrări științifice, 10 cursuri universitare, manuale și tratate, și a fost membru al Academiei de Științe Agricole și Silvice din 1983. A avut un rol semnificativ în formarea studenților și în cercetarea toleranței plantelor la salinitate, a dinamicii elementelor nutritive și a utilizării nămolurilor din epurarea apelor uzate ca îngrășăminte.

## Biografie
Copilărie și educație
Gheorghe Lixandru s-a născut la 28 septembrie 1922 în comuna Moldoveni, județul Ialomița, în familia țăranilor Marin și Profira Alexandru. Numele „Lixandru” a fost atribuit din eroare la înregistrarea nașterii. A urmat școala primară în Moldoveni (1929–1936), Liceul „Sf. Petru și Pavel” din Ploiești (1936–1937), Școala Inferioară de Viticultură de la Valea Călugărească (1937–1940) și Școala Medie de Agricultură Armășești, Ialomița (1940–1942). În timpul celui de-al Doilea Război Mondial, a absolvit Școala Militară de Subofițeri în Rezervă din Lugoj (1943–1944), dar a fost trimis pe front în Basarabia, capturat și deportat în Dombas, URSS (august 1944 – noiembrie 1945). Revenit în țară, a obținut diploma de subinginer agronom la Școala Medie Agricolă din Roman (1946) și bacalaureatul teoretic la un liceu din București (1946). 
În 1946, a fost admis la Facultatea de Agronomie din Iași, absolvind în 1950 cu rezultate remarcabile. A obținut titlul de doctor în agronomie în 1968, cu teza susținută sub îndrumarea profesorilor Nicolae Bucur și C.V. Oprea, recunoscută oficial în 1970. 

Carieră profesională
Și-a început cariera didactică în 1950 ca preparator la Catedra de Pedologie și Agrotehnică a Universității din Iași, sub îndrumarea profesorului Nicolae Bucur. În 1952, a fost numit asistent, apoi lector pentru disciplina Tehnică Experimentală Agricolă. Din 1955, a ocupat postul de șef de lucrări, predând Ameliorații Agrosilvice pentru studenții de la horticultură (1955–1971). În 1971, a obținut prin concurs postul de conferențiar la disciplina Agrochimie pentru facultățile de Agronomie și Horticultură, devenind profesor în 1978. S-a pensionat în 1987, dar a rămas activ în cercetare până în 1997. 
A fost îndrumător de doctorat din 1982, membru în comisii de acordare a titlului de doctor în agronomie și în comisii pentru ocuparea posturilor didactice. A coordonat cercetări la Institutul de Cercetări pentru Pedologie și Agrochimie (ICPA) din 1972, axate pe utilizarea rațională a îngrășămintelor naturale. A fost membru al Societății Naționale Române de Știința Solului (din 1960), secretar al ASIT, Filiala Iași (1957–1962), președinte al Filialei Iași a Societății de Istorie și Retrologie Agrară din România (din 1991) și membru al colectivului de redacție al Revistei Științifice „Vasile Adamachi” (1991). 
A participat la 14 reuniuni științifice internaționale, inclusiv Congresul Internațional de Știința Solului (București, 1964), Simpozionul „Fosforul în agricultură” (Bruxelles, 1986) și Congresul CIEC pentru îngrășăminte (Nicosia, 1990). A colaborat cu profesori precum Zoschke și E. Boguslavski de la Universitatea „Justus von Liebig” din Giessen, Germania. 

## Familie
Detaliile privind viața personală și familială a lui Gheorghe Lixandru nu sunt documentate public. A fost descris ca o personalitate discretă, cu înclinație spre atenuarea conflictelor, dar solitară, fără a avea dușmani sau prietenii strânse. 

## Activitate științifică
Gheorghe Lixandru a contribuit semnificativ la dezvoltarea pedologiei și agrochimiei, în special prin cercetări asupra solurilor din Moldova. A publicat peste 200 de lucrări științifice între 1955 și 2005, abordând teme precum toleranța plantelor la salinitate, dinamica elementelor nutritive, efectele secetei și utilizarea nămolurilor din epurarea apelor uzate ca îngrășăminte. 

### Domenii de cercetare
- Toleranța plantelor la salinitate și clasificarea bioecologică a halofitelor
- Chimismul apelor freatice și conținutul de metale alcaline și grele
- Dinamica elementelor nutritive (N, P, K, Ca, Na, Mg) în sol și plantă
- Efectele secetei asupra nutriției plantelor
- Fertilizarea cu îngrășăminte chimice și microelemente la culturile de câmp
- Utilizarea nămolurilor din epurarea apelor uzate ca îngrășăminte
- Îngrășăminte complexe din faina de oase și roci potasice
- Interacțiunea microelementelor (Mn, Cu, Zn, B, Mo) în nutriția plantelor

### Contribuții științifice
- A introdus conceptul de „toleranță la salinitate” și a stabilit coeficienți pentru culturi precum grâu, porumb, fasole și sfeclă de zahăr, definind pragul, limita și intervalul de toleranță. [1]
- A propus termenul „sol salifer” (neacceptat în clasificarea din 1970) și a studiat chimismul apelor freatice din Depresiunea Jijia-Bahlui. [1]
- A demonstrat că plantele pe podzoluri au un conținut scăzut de N, P, K față de cernoziomuri și că azotul nitric este mai bine asimilat pe soluri salinizate. [1]
- A evidențiat rolul sodiului ca substituent parțial al potasiului și magneziului în nutriția plantelor și ca stimulent pe soluri nesalinizate în orizontul arabil. [1]
- A studiat efectele secetei, identificând factori de stres precum excesul de radiații, insuficiența oxigenului din sol și excesul de săruri solubile. A explicat carența de fosfor în condiții de secetă din cauza creșterii absorbției ionilor NO₃⁻. [1]
- A cercetat utilizarea nămolurilor din epurarea apelor uzate, stabilind că fosforul din nămol este ușor accesibil plantelor și că metalele grele (exceptând zincul) sunt sub limitele internaționale. [1]
- A propus obținerea îngrășămintelor complexe din clorură de amoniu și rocă fosfatică, o idee apreciată internațional. [1]

### Activitate didactică
A predat cursuri de Tehnică Experimentală Agricolă, Ameliorații Agrosilvice și Agrochimie, elaborând 10 cursuri, manuale și tratate. Lucrarea Agrochimie (1975, 537 pg.) și edițiile ulterioare (1976, 1990) au fost surse esențiale pentru studenți. Caietul de lucrări practice de Ameliorații Agrosilvice (1971, 271 pg.) și Principii fundamentale de știința solului (1997, cu Nicolae Bucur) sunt considerate opere de referință. A contribuit la păstrarea moștenirii științifice a lui Nicolae Bucur prin refacerea cursului de pedologie. 
A realizat prezentări omagiale ale personalităților agricole românești, precum Haralamb Vasiliu, Petru Poni și Gheorghe Ionescu-Șișești, subliniind contribuțiile lor științifice și morale. 

## Lucrări
Gheorghe Lixandru a publicat peste 200 de lucrări științifice și 10 cursuri, manuale și tratate, dintre care menționăm:
- Toleranța la salinitate la principalele plante cultivate neirigat pe soluri salinizate din Depresiunea Jijia-Bahlui, 1955, Studii și Cercetări Științifice Agricole și Biologice, Academia RPR, Filiala Iași, 1956 (cu N. Bucur și colab.)
- Influența salinității solului asupra producției de secară, orz și grâu de toamnă, Probleme Agricole nr. 8, 1958 (cu N. Bucur și colab.)
- Lucrări practice de ameliorații agrosilvice, Institutul Agronomic „N. Bălcescu” București, 1958
- Toleranța de salinitate la câteva soiuri de grâu de toamnă, 1958, Probleme Agricole nr. 10, 1958 (cu N. Bucur și colab.)
- Contribuții la studiul solului salifer din Depresiunea Jijia-Bahlui, Lucrări Științifice, Institutul Agronomic Iași, Editura Agrosilvică, 1960 (cu N. Bucur și colab.)
- Soluri salinizate de coastă din Depresiunea Jijia-Bahlui, cultivabile neirigat cu floarea-soarelui, 1960, Lucrări Științifice, Institutul Agronomic Iași, 1961 (cu N. Bucur și colab.)
- Efectul condițiilor pedoclimatice asupra acumulării elementelor nutritive în masa vegetală la mazăre, Lucrări Științifice, Institutul Agronomic Iași, 1961
- Variația conținutului total de săruri solubile, a azotaților și a fosfaților asimilabili din sol, Revista Pădurilor, București, 1963
- Efectul îngrășămintelor minerale asupra grâului de toamnă pe soluri cenușii, Lucrări Științifice, Institutul Agronomic Iași, 1965
- Grupe de solubilitate a fosfaților din câteva tipuri de sol din Moldova de Nord, Lucrări Științifice, Institutul Agronomic Iași, seria I, 1971
- Cercetări cu privire la reținerea și fixarea fosfaților în câteva tipuri de sol, Publicațiile SNRSS nr. 14 A, București, 1974 (cu colab.)
- Agrochimie. Curs pentru studenți, Lito Institutul Agronomic Iași, 1975, 537 pg.
- Intercondiționarea efectului fosfor-molibden aplicate ca îngrășăminte la cultura soiei, Lucrări Științifice, Institutul Agronomic Iași, seria I, 1976 (cu colab.)
- Distribuția microelementelor Mn, Cu, Zn și Co în solurile din Lunca Bahluiului, Publicațiile SNRSS nr. 16, Craiova, 1977 (cu St. Corlățeanu)
- Fertilizarea porumbului cu dejecții lichide de la complexele de creștere a vacilor, Lucrări Științifice, Institutul Agronomic Iași, 1978
- Efectul câtorva tipuri de fosfați asupra producției de porumb și golomăț, Lucrări Științifice, Institutul Agronomic Iași, seria I, 1979 (cu colab.)
- Efectul poluanților atmosferici din zona Roznov-Săvinești asupra solului și vegetației, Lucrări Științifice, Institutul Agronomic Iași, seria I, 1981 (cu E. Tăinăuceanu)
- Principii de fertilizare a culturilor de câmp, Lito Iași, 1982, 97 pg.
- Spuma de defecație de la fabricile de zahăr ca amendament și îngrășământ cu fosfor, Lucrări Științifice, Institutul Agronomic Iași, seria Agronomie, vol. 29, 1985
- Riscul contaminării solurilor cu metale grele și germeni patogeni prin folosirea nămolurilor orășenești ca îngrășământ, Simpozionul Național de Ingineria Proceselor Chimice, Piatra Neamț, 1988
- Signetitul ca îngrășământ, Lucrări Științifice, Institutul Agronomic Iași, seria zootehnie, vol. 31, 1988 (cu S. Petrescu)
- Agrochimie. Curs unic pentru studenți, EDP București, 1990, 390 pg. (coordonator)
- Ion Ionescu de la Brad - profesor și ctitor de învățământ agronomic românesc, Simpozion Centenar Ion Ionescu de la Brad, 1992
- Repere genealogice și cultural-științifice în biografia profesorului Haralambie Vasiliu, Lucrări Științifice, Universitatea Agronomică Iași, seria Agronomie, vol. 34, 1992
- Principii fundamentale de știința solului. Formarea, evoluția, fizica și chimia solului, Editura „Dosoftei” Iași, 1997 (cu Nicolae Bucur)

## Premii și recunoaștere
- Membru al Academiei de Științe Agricole și Silvice (din 1983)
- Îndrumător de doctorat (din 1982)
- Recunoaștere internațională prin recenzii în revista „Soil and Fertilizers” și colaborări cu Universitatea „Justus von Liebig” din Giessen, Germania